# 小行星13088
小行星13088（13088 Filipportera）是一颗绕太阳运转的小行星，为主小行星带小行星。该小行星于1992年8月8日发现。

## 轨道参数
小行星13088的轨道半长轴为3.1469519 UA，离心率为0.114。